# Parc archéologique des murailles messapiennes
Le parc archéologique des murailles messapiennes s'étend sur 150 000 m2 au nord-est de la commune de Manduria, province de Tarente dans les Pouilles,.

## Description
À l'intérieur du site, de grandes sections de la triple enceinte de murs qui entouraient la ville à l'époque des Messapiens sont conservées, la plus grande nécropole messapienne jamais découverte (environ 2 500 tombes datant du VIe au IIe siècle av. J.-C.), la Fonte Pliniano (un puits perpétuellement alimenté par un aquifère souterrain) et l'église San Pietro Mandurino, de l'époque médiévale.

### Murailles messapiennes

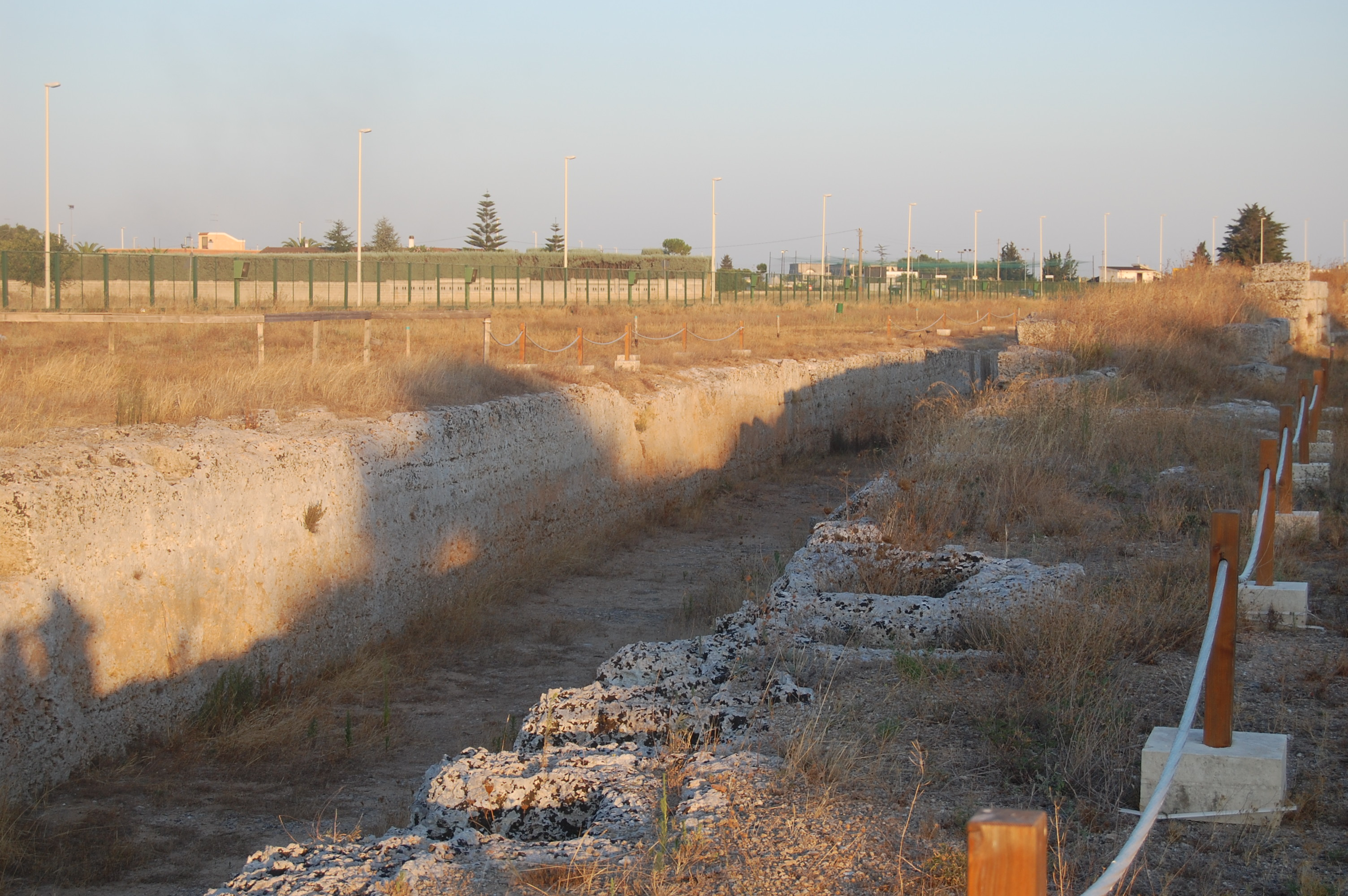
Murs messapiens - Fossé extérieur.

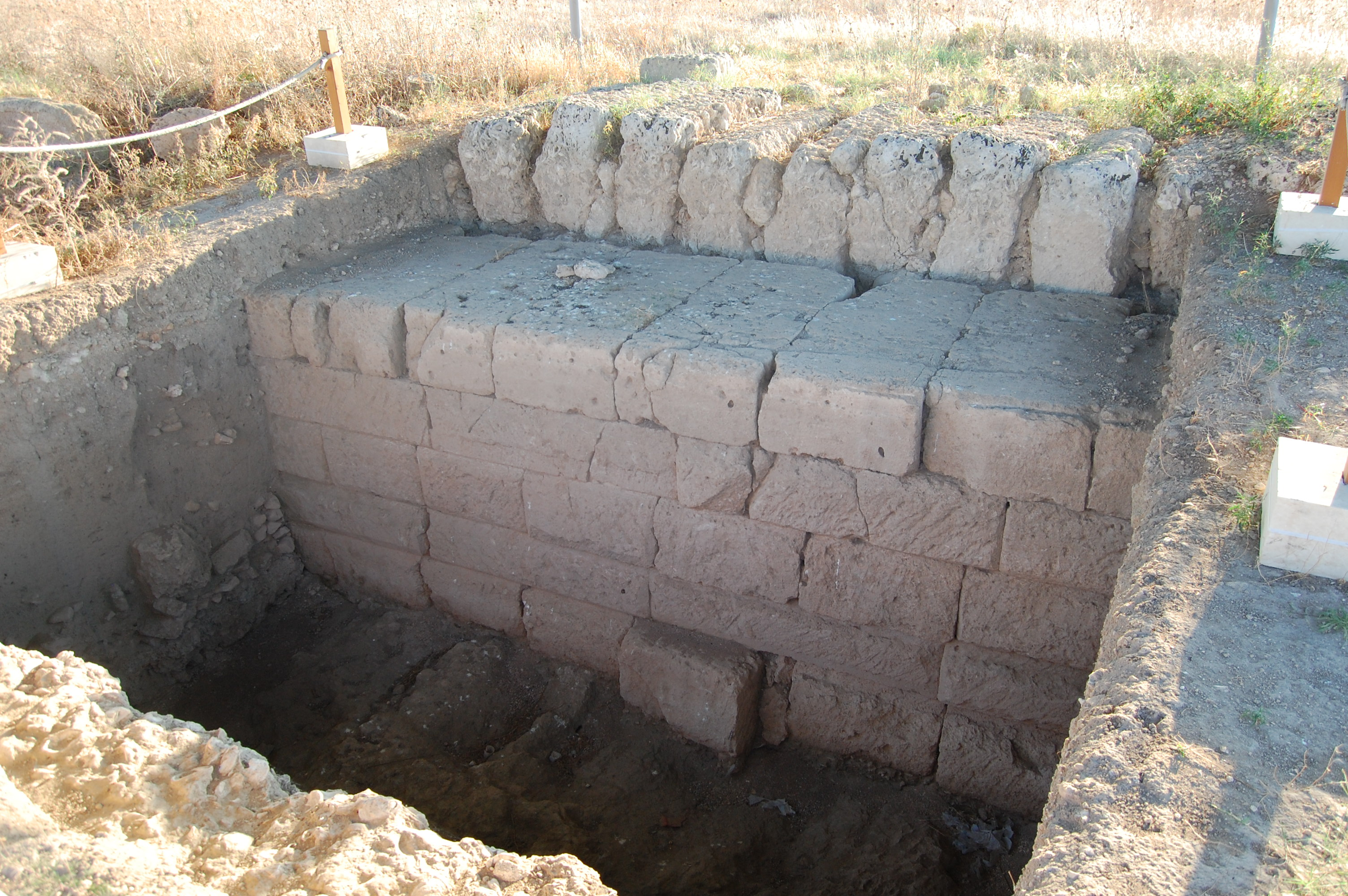
Murs messapiens - Renfort de la ceinture intérieure.

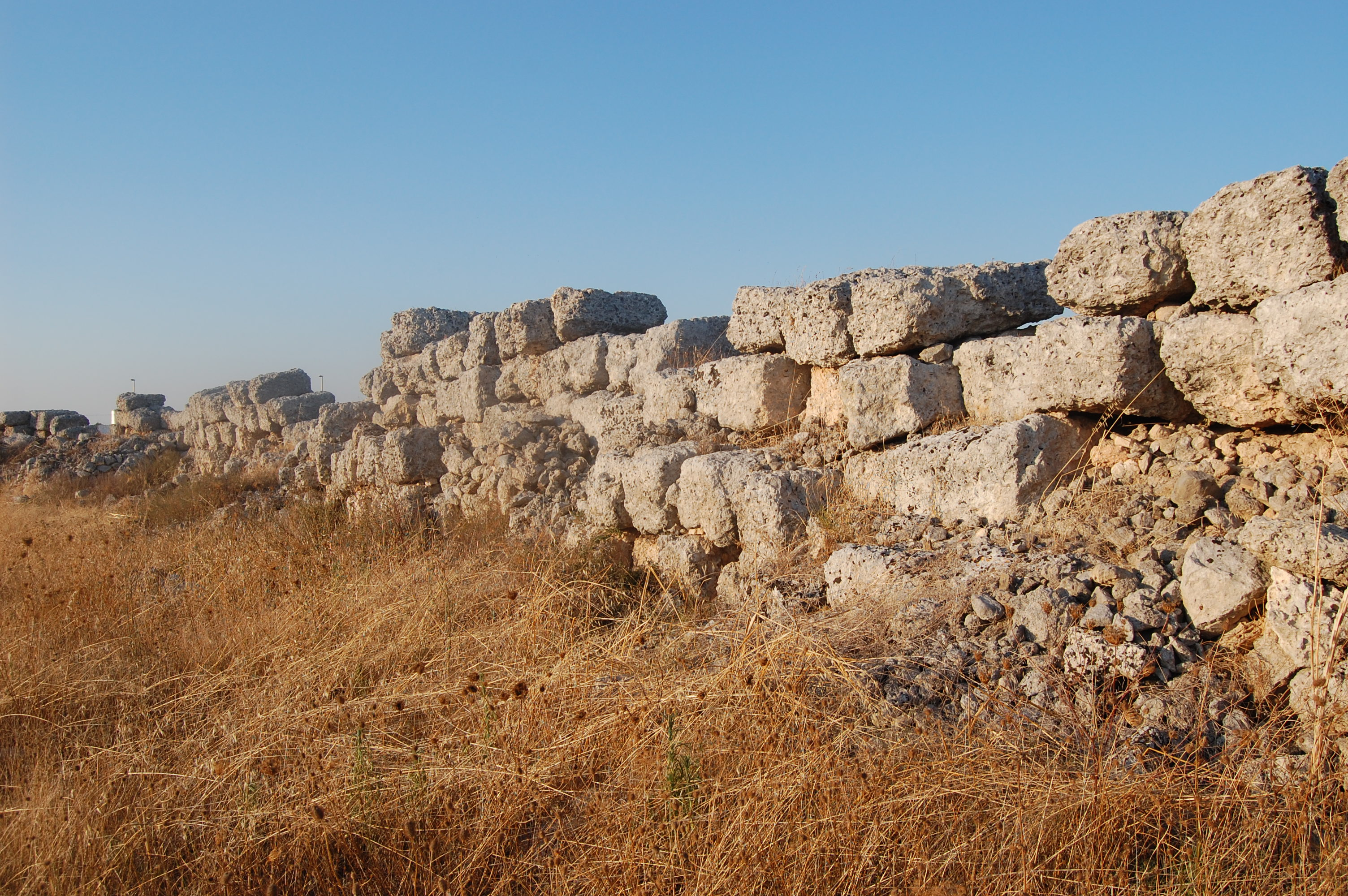
Murs messapiens - mur intérieur.

La Mandurie de la période messapienne était entourée d'un triple cercle de murailles (daté entre les Ve et IIIe siècles av. J.-C., un intérieur, un extérieur et un troisième placé entre les deux premiers.
- La première enceinte de la ville, la plus intérieure, a été construite entre les Ve et IVe siècles av. J.-C. ; il a un périmètre de 2 187 m et un diamètre de 842 m. Il a été construit avec de gros blocs de pierre locale assemblés (donc sans utilisation de mortier). Avant ce mur d'enceinte, il y a un fossé de 4 m de large et de profondeur.
- Le cercle intermédiaire de murs, construit au IVe siècle av. J.-C., a été obtenu en enterrant les douves et en suivant le même périmètre que l'ancien cercle (juste sous ces murs, le roi de Sparte Archidamos III fut tué en 338 av. J.-C.).
- Le mur extérieur semble être le mieux conservé et le plus impressionnant : construit selon la technique de l'opus quadratum, il a un périmètre de 3 382 m et un diamètre de 1 290 m. Il atteint également une hauteur et une épaisseur de 5 m. Cette enceinte est également précédé d'un fossé de 6,5 m de large et 5 m de profondeur. Il a été construit vers le IIIe siècle av. J.-C.

Autour des murs se trouvaient également des rues qui, par des portes disposées à intervalles réguliers dans les murs et protégées par des tourelles, reliaient l'intérieur de la ville à l'extérieur. Après l'assaut de la ville par Quintus Fabius Maximus, les murs ne furent plus reconstruits.

### Nécropole

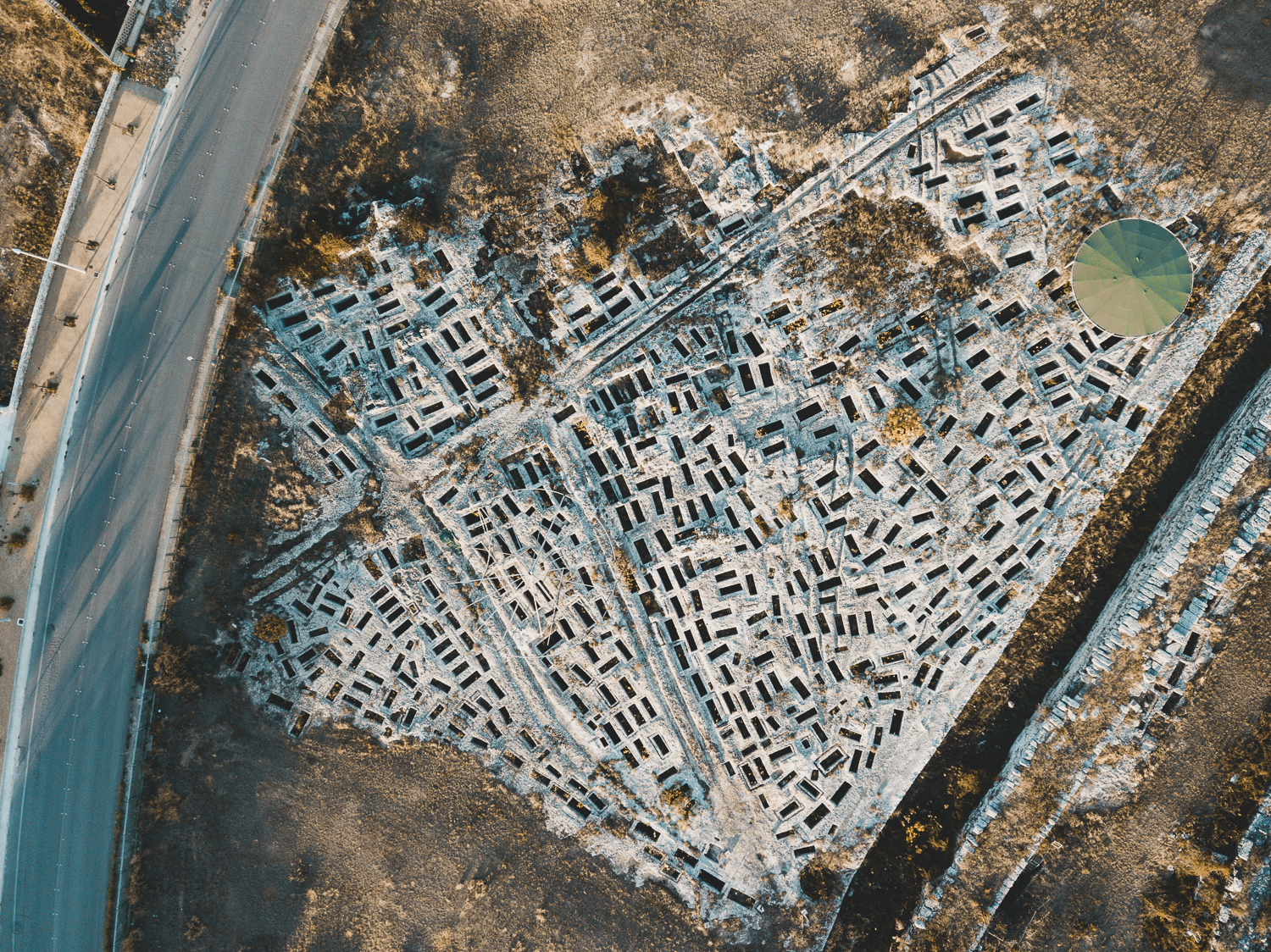
Vue aérienne de la nécropole de Manduria.

À l’intérieur du site, près des murs, se trouve la plus grande nécropole messapienne jamais découverte. La découverte et la protection ultérieure de la nécropole ont eu lieu en 1932, par Quintino Quagliati (it), surintendant du patrimoine archéologique des Pouilles. Dans les années suivantes, de nouvelles fouilles furent menées qui mirent au jour de nouvelles tombes contenant des objets funéraires à l'intérieur.
Les différentes tombes découvertes couvrent une période allant du VIIe au IIe siècle av. J.-C.  On a également constaté que les tombes les plus récentes ont subi des modifications tant dans la structure que dans le type de sépulture des défunts. Parmi les différents modèles de tombes, prédominent celles du type à fosse rectangulaire, disposées en groupes, probablement en fonction de la classe sociale : beaucoup d'entre elles sont plâtrées et présentent également des traces de peinture.

### Fonte Pliniano

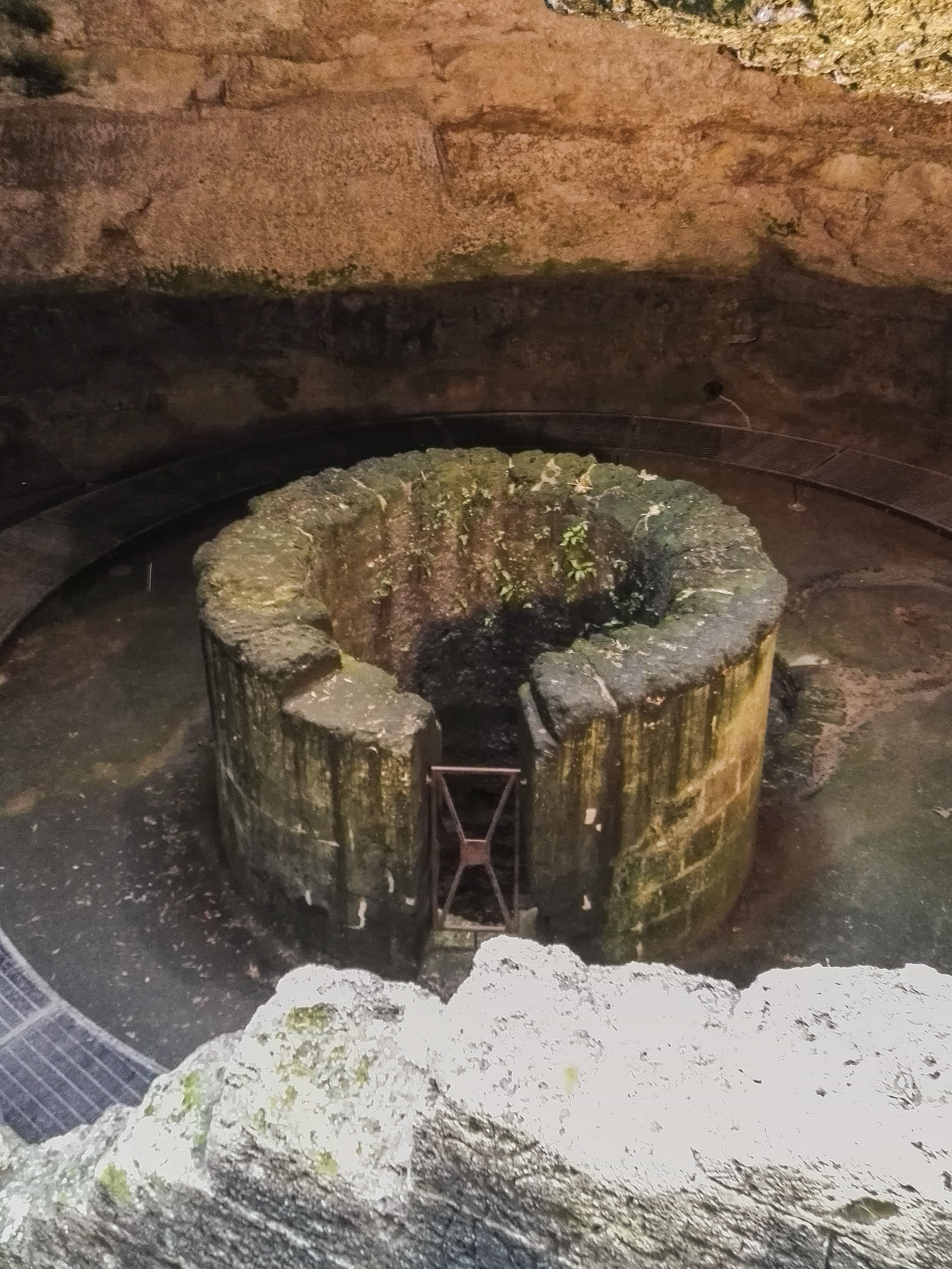
La Fonte Pliniano.

La Fonte Pliniano est encore aujourd'hui l'un des symboles de la ville (elle est également représentée dans les armoiries de la ville) ; presque certainement de la période messapienne, elle a été décrite par Pline l'Ancien (dont elle tire ensuite son nom) dans son Naturalis Historia. Il s'agit d'un puits situé à l'intérieur d'une grotte naturelle de 18 m de diamètre et 8 m de large à laquelle on accède en descendant 20 marches creusées dans la roche. Sur la voûte de la grotte se trouve une lucarne carrée, une structure cylindrique à partir de laquelle pousse un amandier (selon une légende séculaire) d'où pénètre la lumière nécessaire pour éclairer l'environnement. Du puits et du bassin adjacent, l'eau s'écoule constamment d'un aquifère souterrain. Dans les temps anciens, la Fonte Pliniano était également utilisée comme lieu de culte pour une divinité messapienne.

### Église de San Pietro Mandurino

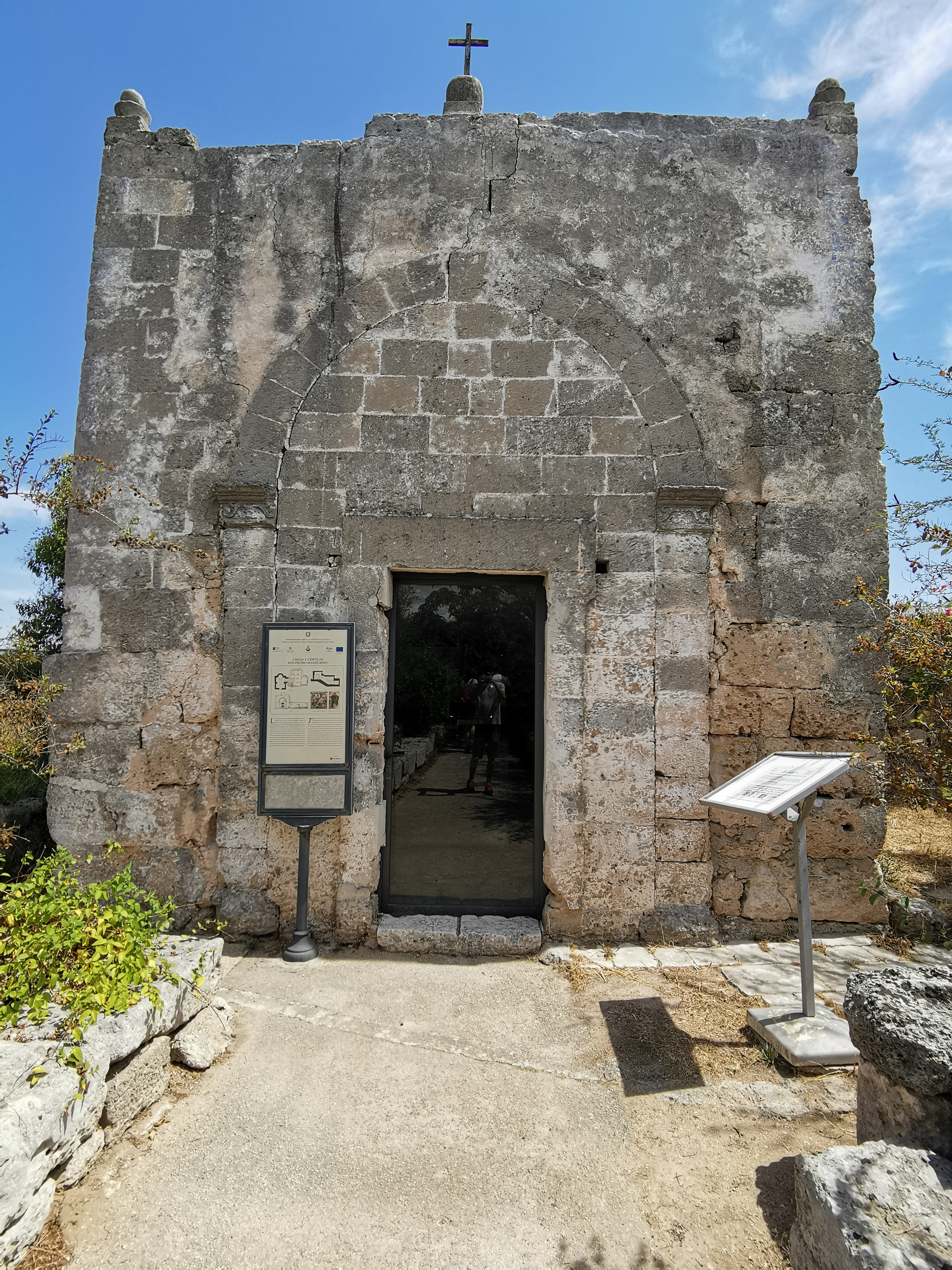
Église San Pietro Mandurino.

Également inclus dans le parc archéologique, il remonte probablement à l'époque hellénistique, période pendant laquelle il s'agissait d'un tombeau à chambre. Par la suite, entre les VIIIe et IXe siècles, elle fut utilisée pour le culte byzantin ; L'église supérieure, cependant, remonte entre les Xe et XIIe siècles
Par la suite, l'église fut abandonnée jusqu'en 1724, date à laquelle l'évêque d'Oria d'alors décida de la faire restaurer (il existe également une plaque attestant de cela). L'église, orientée est-ouest, selon le rite byzantin, possède deux nefs et deux absides divisées par trois piliers. Elle est également divisée en deux salles par un grand arc central. De ces deux salles, l'une a une voûte en forme de dôme, tandis que l'autre a une voûte en berceau. Le long des murs de l'église et de la crypte en contrebas se trouvent des fresques représentant des saints qui sont difficiles à dater (peut-être de l'époque byzantine) en raison des lourdes modifications apportées aux XVIIIe et XIXe siècles. En 1972, des tombes médiévales ont été découvertes sous le plancher du bâtiment.

## Galerie

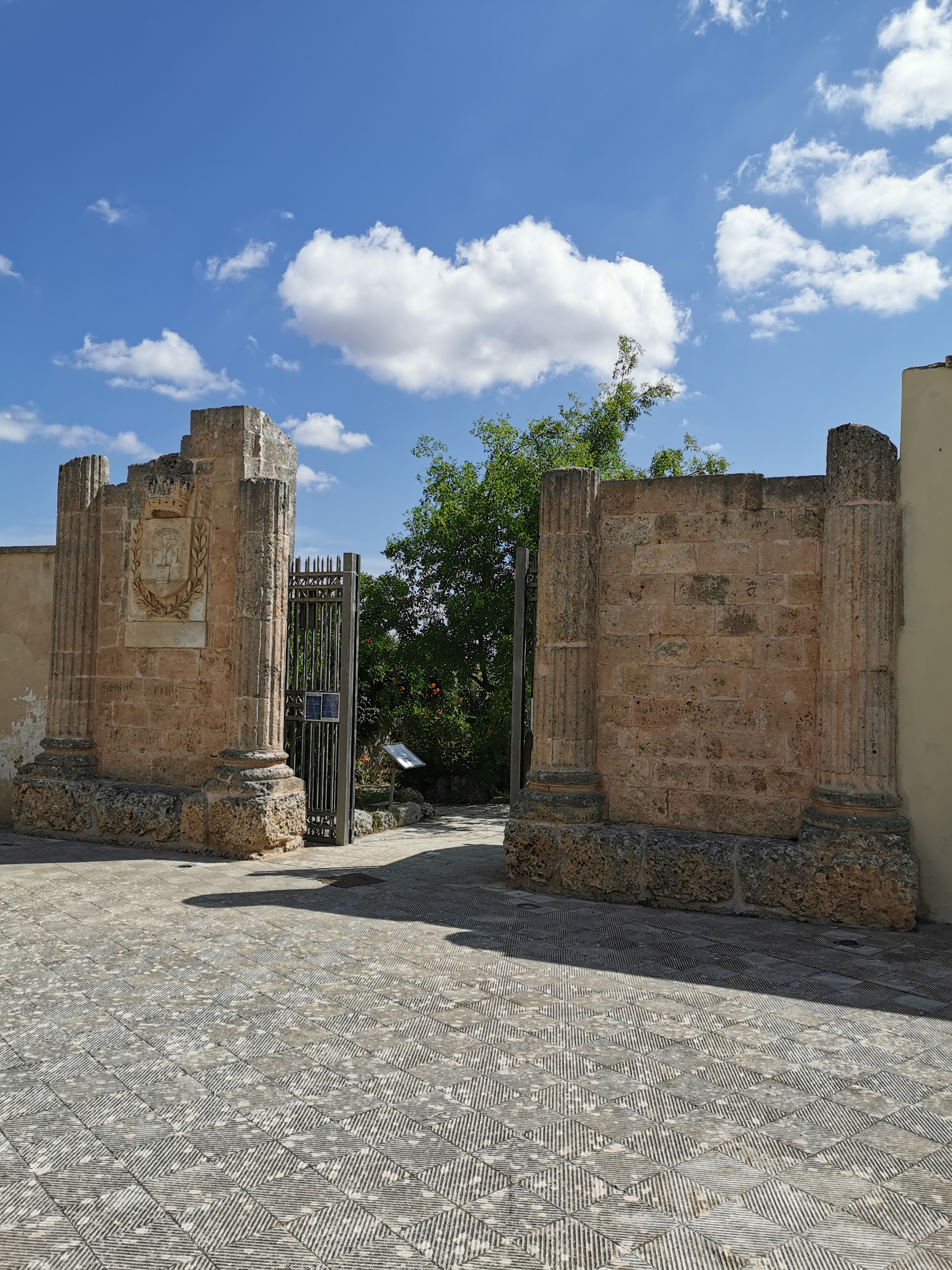
L'entrée du parc archéologique.
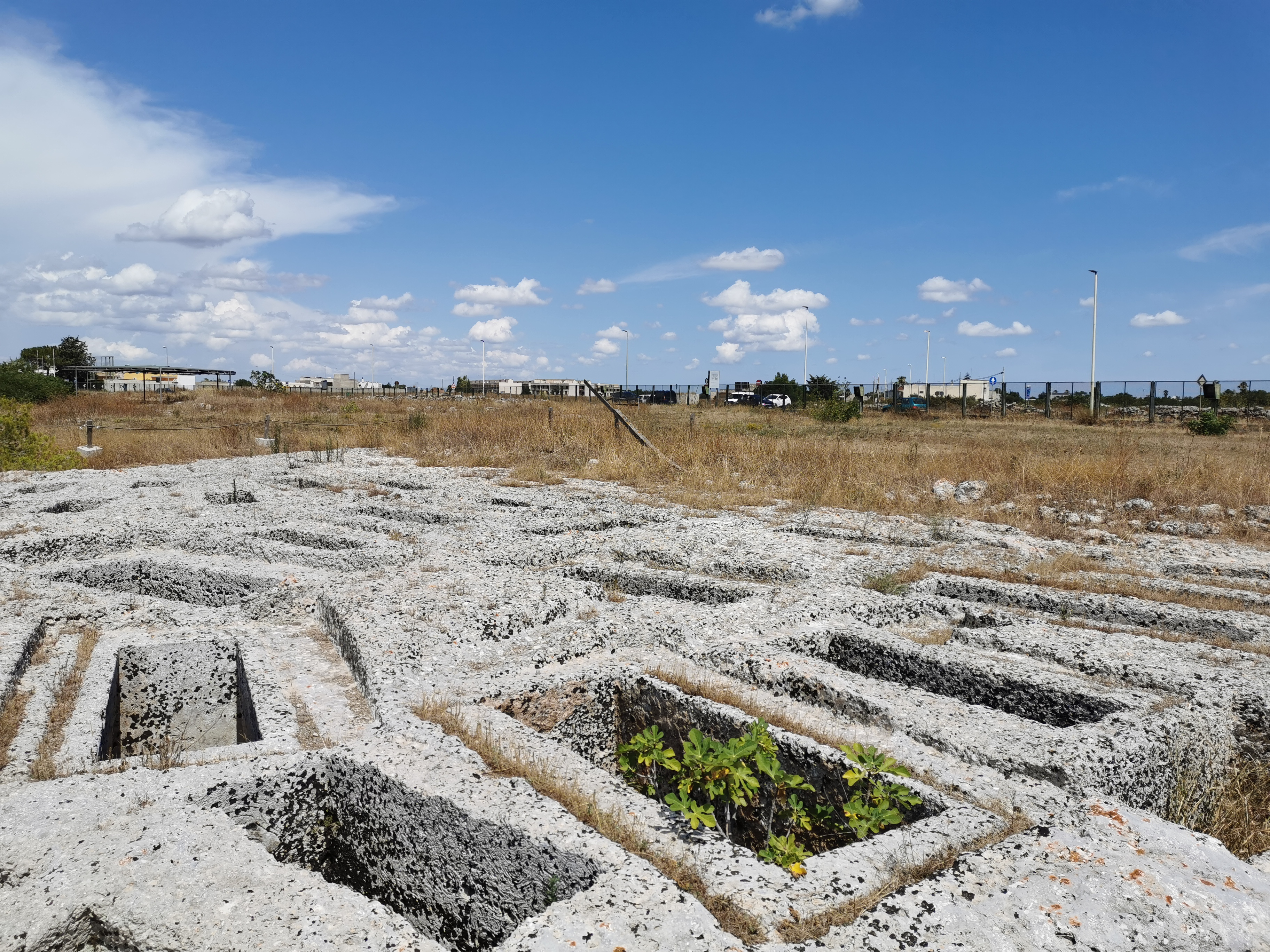
Nécropole de Manduria.
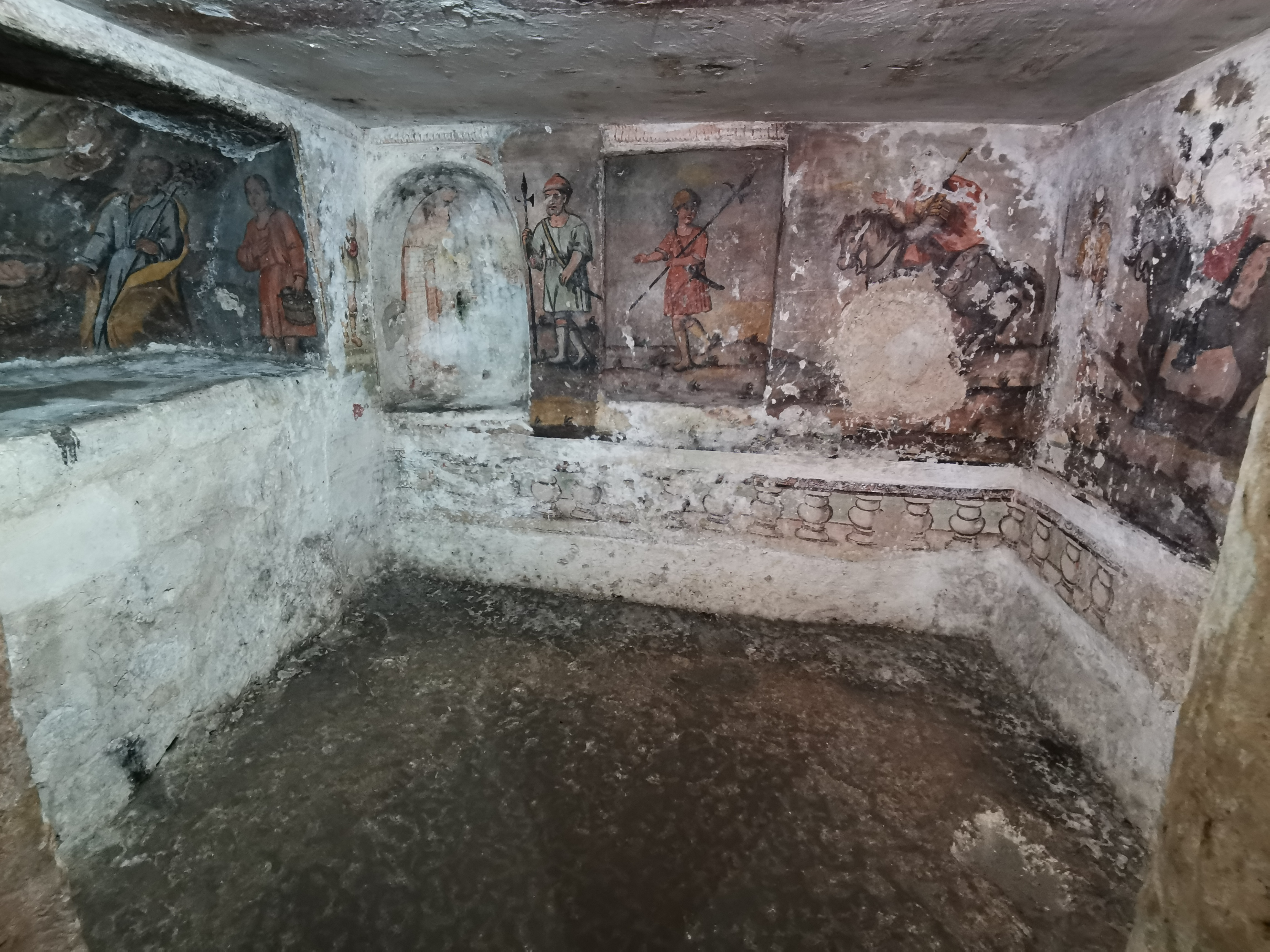
Crypte : Fresques byzantines.
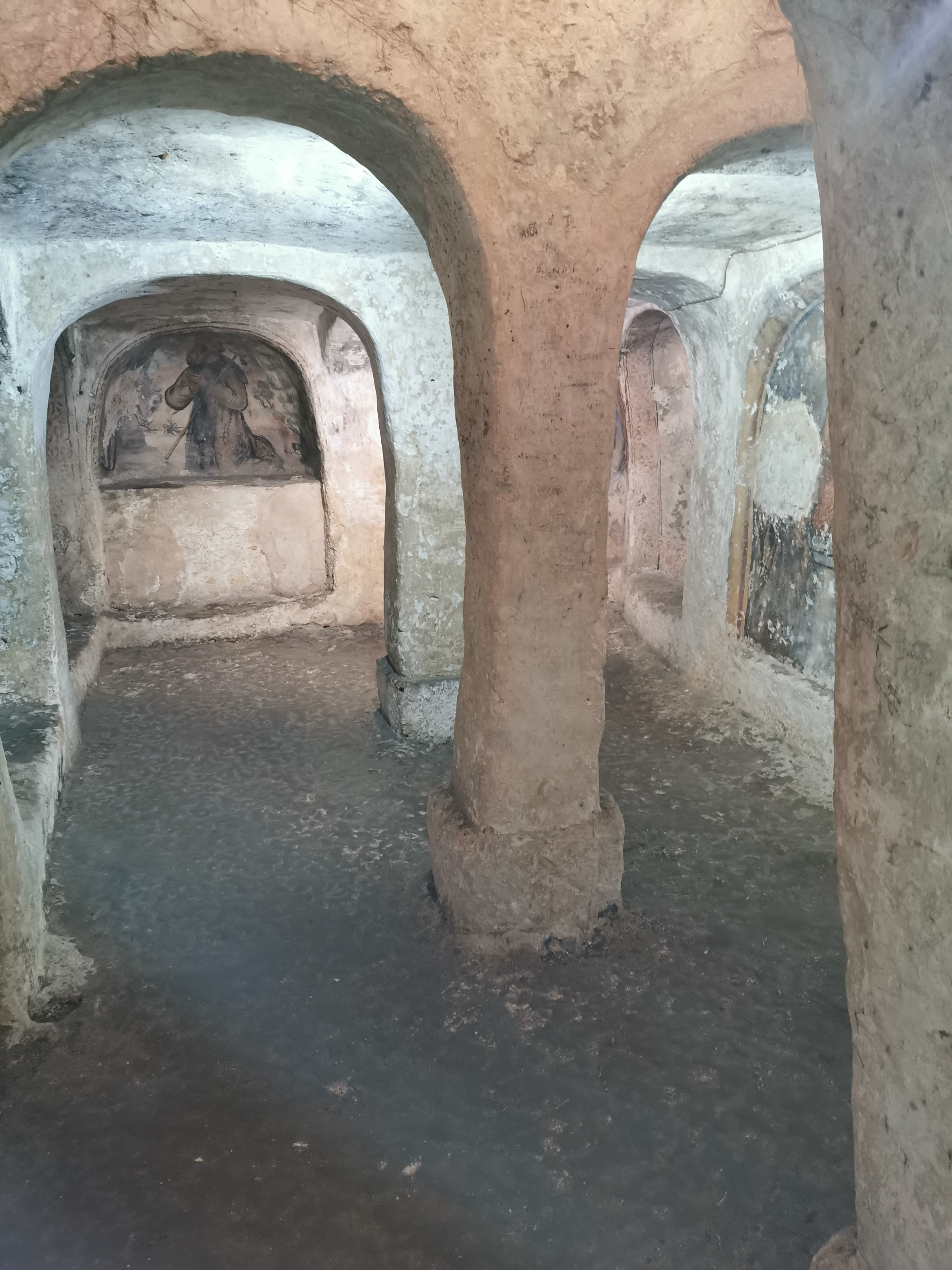
Crypte de San Pietro Mandurino.